# Joanna Scheuring-Wielgus

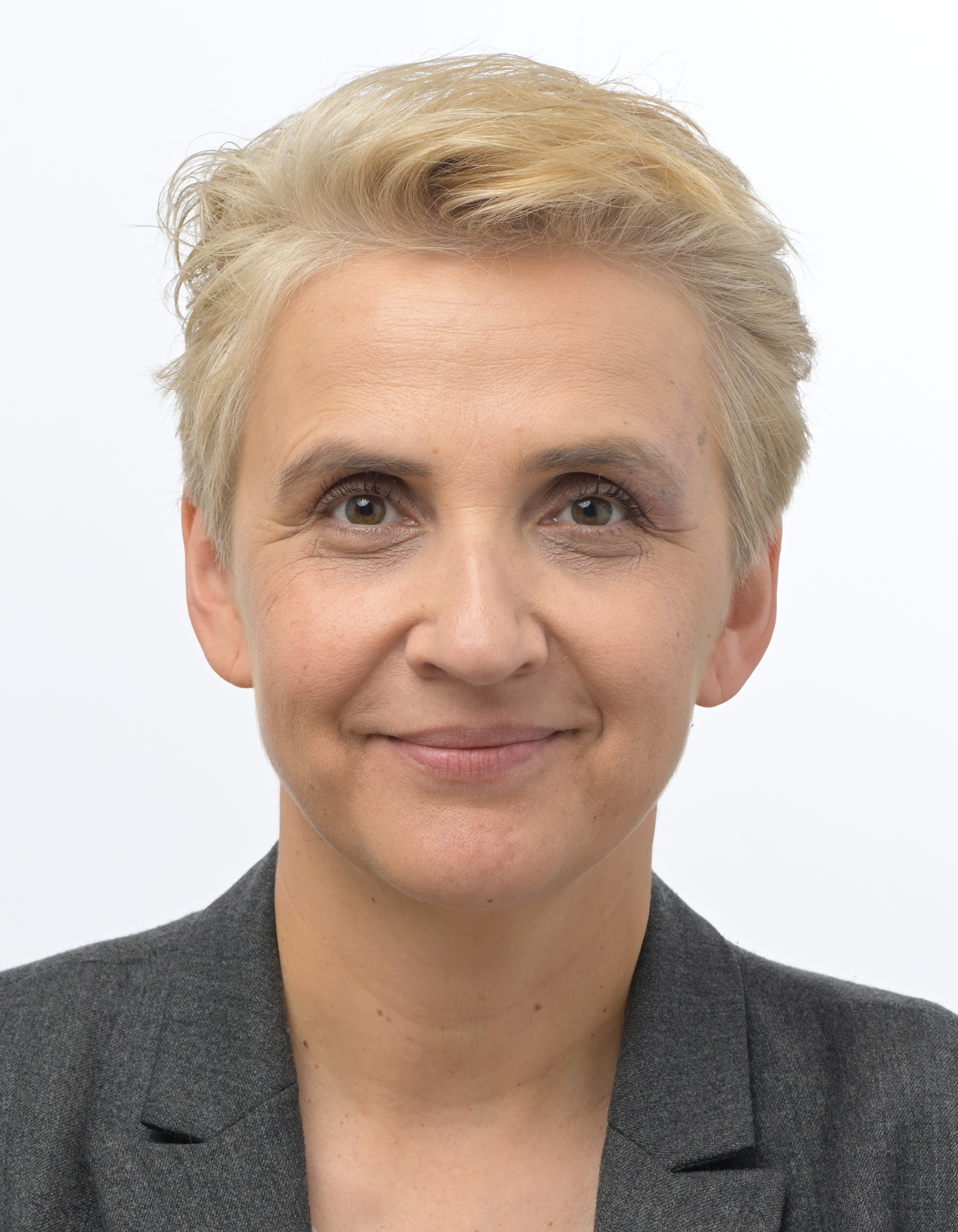
Joanna Scheuring-Wielgus (2024)

Joanna Scheuring-Wielgus (* 8. Februar 1972 in Toruń) ist eine polnische Politikerin und Soziologin. Sie gehört der Partei Nowa Lewica (Neu Linke) an. Zuvor war sie Mitglied der Nowoczesna und der Teraz!.

## Leben
Joanna Scheuring-Wielgus war von 2015 bis 2024 Mitglied des Sejm und Staatssekretärin im Ministerium für Kultur und nationales Erbe (2023–2024). Bei der Europawahl 2024 wurde sie ins Europaparlament gewählt. Dort gehört sie der Fraktion der Progressiven Allianz der Sozialdemokraten im Europäischen Parlament an.